# Pyjterfolwo
Pyjterfolwo (ukrainisch Пийтерфолво; russisch Пийтерфолво Pijterfolwo, slowakisch Petrovo, ungarisch Tiszapéterfalva) ist ein Dorf in der ukrainischen Oblast Transkarpatien mit etwa 2000 Einwohnern (2001).

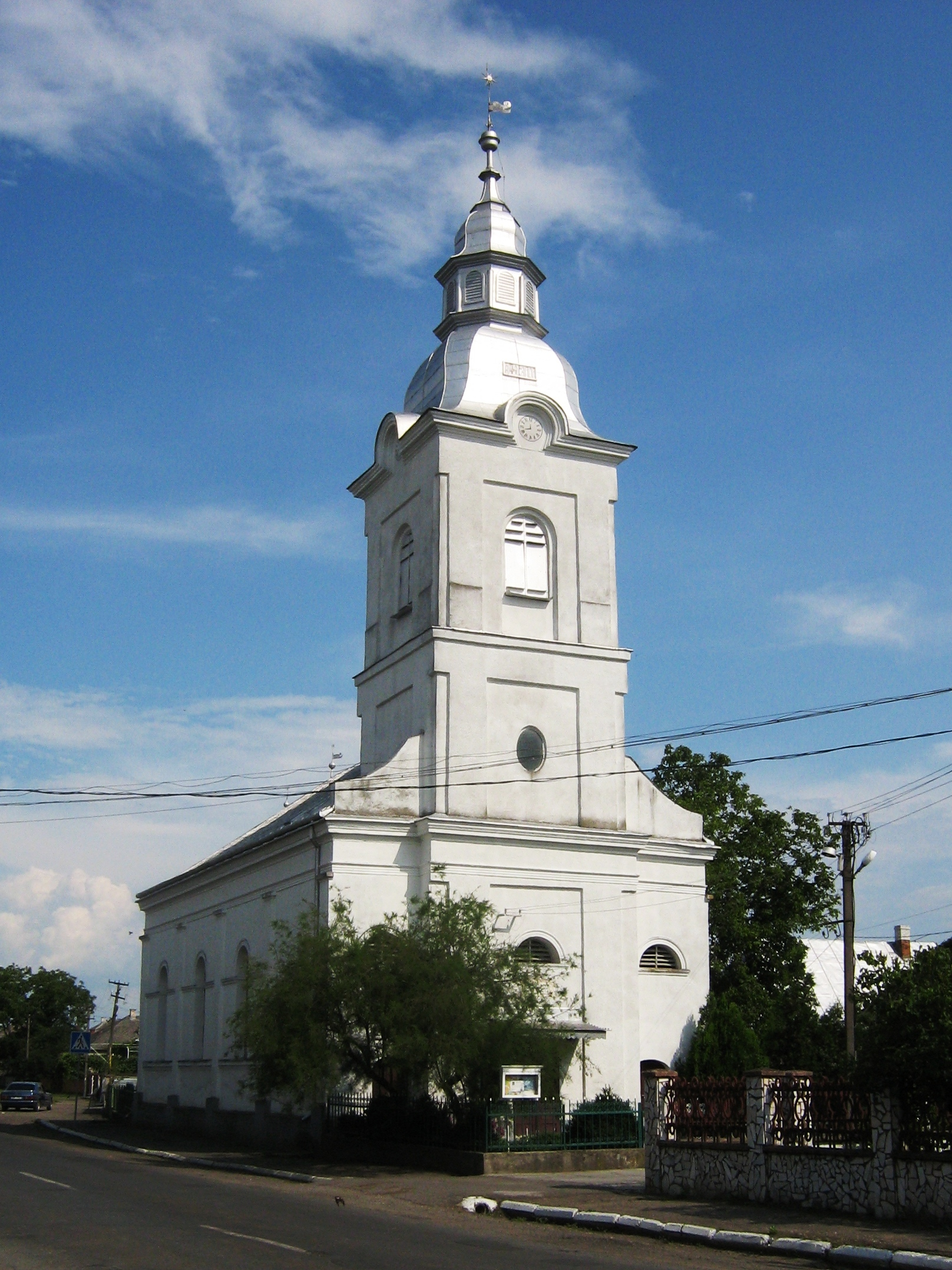
Reformierte Kirche im Dorf

Das 1220 erstmals schriftlich erwähnte Dorf  hieß zwischen 1946 und Oktober 2000 Petrowo (Петрово). Seit 2015 besteht eine Städtepartnerschaft zur ungarischen Stadt Tatabánya.
Pyjterfolwo liegt nahe der ukrainisch-ungarischen und der ukrainisch-rumänischen Grenze im Süden des Rajon Berehowe. 1967 wurde das bis dahin selbstständige Dorf Fedorowe (ukrainisch Федорове, ungarisch Tivadarfalva), welches östlich des Ortes liegt eingemeindet.
Am 12. Juni 2020 wurde das Dorf zusammen mit 15 umliegenden Dörfern zum Zentrum der neu gegründeten Landgemeinde Pyjterfolwo (Пийтерфолвівська сільська громада/Pyjterfolwiwska silska hromada) im Rajon Berehowe. Bis dahin bildete es zusammen mit den Dörfern Tyssobyken und Forholan die Landratsgemeinde Pyjterfolwo (Пийтерфолвівська сільська рада/Pyjterfolwiwska silska rada) im Rajon Wynohradiw.
Folgende Orte sind neben dem Hauptort Pyjterfolwo Teil der Gemeinde:
| Name                     | Name          | Name                              | Name                       | Name                    | Name    |
| ukrainisch transkribiert | ukrainisch    | russisch                          | slowakisch                 | ungarisch               | deutsch |
| ------------------------ | ------------- | --------------------------------- | -------------------------- | ----------------------- | ------- |
| Botar                    | Ботар         | Ботар                             | Batár, Batar               | Batár                   | -       |
| Cholmowez                | Холмовець     | Холмовец                          | Chlumec, Homlovec          | Hömlőc                  | -       |
| Djula                    | Дюла          | Дюла                              | Ďula                       | Gyula, Szőllősgyula     | -       |
| Fertescholmasch          | Фертешолмаш   | Фертешолмаш                       | Fertešalmáš                | Fertőalmás, Fertősalmás | -       |
| Forholan                 | Форголань     | Форголань (Forgolan)              | Forgolaň                   | Forgolány               | -       |
| Hetynja                  | Гетиня        | Гетиня (Getinja)                  | Hetina, Heteňa             | Tiszahetény             | -       |
| Newetlenfolu             | Неветленфолу  | Неветленфолу                      | Ďakovo                     | Nevetlenfalu            | -       |
| Nowe Klynowe             | Нове Клинове  | Новое Клиновое (Nowoje Klinowoje) | Aklínský dvor, Nový Aklín  | Újakli, Aklitanya       | -       |
| Okli                     | Оклі          | Окли                              | Aklín, Akli                | Akli                    | -       |
| Okli Hed                 | Оклі Гедь     | Окли Гедь (Okli Ged)              | Ďulský vrch, Aklínsky vrch | Aklihegy                | -       |
| Satyssiwka               | Затисівка     | Затисовка (Satissowka)            | Čoma, Čuma                 | Csomafalva              | -       |
| Tschepa                  | Чепа          | Чепа                              | Čepa                       | Csepe                   | -       |
| Tschornotyssiw           | Чорнотисів    | Чернотисов (Tschernotissow)       | Černý Ardov                | Feketeardó              | -       |
| Tyssobyken               | Тисобикень    | Тисобикень (Tissobiken)           | Bekeň, Bikiňa              | Tiszabökény             | -       |
| Welyka Palad             | Велика Паладь | Великая Паладь (Welikaja Palad)   | Veľká Palata, Veľká Palad  | Nagypalád               | -       |

Die Ortschaft liegt auf einer Höhe von 120 m am linken Ufer der Theiß, 23 km südwestlich vom ehemaligen Rajonzentrum Wynohradiw und 93 km südöstlich vom Oblastzentrum Uschhorod.
Durch das Dorf verläuft die ukrainische Fernstraße M 26.
Die Bevölkerung ist zu 96 % ungarisch und hängt größtenteils der reformierten Konfession an. Des Weiteren gibt es im Ort Anhänger der  griechisch-katholischen und orthodoxen Konfessionen. Im Dorf wird traditionell Gemüse angebaut. Außerdem gibt es in
Pyjterfolwo eine Konservenfabrik sowie ein 1864 errichtetes Herrenhaus, das als Sommerresidenz für den ungarischen Landwirtschaftsminister Endre György (1848–1927) diente und heute eine Gemäldegalerie mit Werken transkarpatischer Maler beinhaltet.